# DCU Cross Cup
DCU Cross Cup er den danske nationale serie af cykelcross løb.
Cross ruterne køres på rundstrækninger på 2.000 til 3.500 meters længde, bestående af både asfaltveje, græs, skovstier og terræn.
Indlagt på ruten vil der være forhindringer som trapper, bomme og sandgrave.
Ruternes korte længde gør løbene seværdige hvor især vejrforholdene bidrager til underholdningen, jo længere frem på sæsonen man kommer.
Det er gratis at være tilskuer til de danske cross løb.

## Resultater

### Challenge Cross Cup 2023/2024[1]
| Løb                    | Herrer Elite (A/B/U23/U19)                                              | Damer Elite (DA/DB/U23P/U19P/U17P)                                             |
| ---------------------- | ----------------------------------------------------------------------- | ------------------------------------------------------------------------------ |
| #1 SKRÆNTEN CC & JC CC | 1. Simon Bak 2. Bjørn Borreby Andreassen 3. Hugo Rishøj                 | 1. Ann-Dorthe Lisbygd 2. Mille Foldager Nielsen 3. Cathrine Grage              |
| #2 SKRÆNTEN CC & JC CC | 1. Bjørn Borreby Andreassen 2. Hugo Rishøj 3. Alexander Arnt Hansen     | 1. Ann-Dorthe Lisbygd 2. Mille Foldager Nielsen 3. Katrine Frederiksen         |
| #3 CYKLING ODENSE      | 1. Jonas Posselt Gamborg 2. Hector Damgaard 3. Bjørn Borreby Andreassen | 1. Ann-Dorthe Lisbygd 2. Caroline Andersson 3. Olympia Bianca Norrid-Mortensen |

### DCU Cross Cup 2022/2023[2]
Hos herrerne viste den 21 årige Karl-Erik Rosendahl sig suveræn og gjorde næsten rent bord, da han vandt alle løb på nær i Holbæk, hvor han måtte nøjes med en tredjeplads. Dermed fik han revanche for 21/22 sæsonen hvor han akkurat måtte se sig slået af Gustav Frederik Dahl.
Hos damerne vandt den blot 15 årige Sara Aaboe Kallestrup den samlede cup for andet år i træk, efter en stabil præstation med to sejre og fire andenpladser.
| Løb                                     | Herrer Elite (A/B/U23/U19)                                                                                | Damer Elite (DA/DB/U23P/U19P/U17P)                                                                                   |
| --------------------------------------- | --- | --- |
| #1 SKRÆNTEN CC & JC CC                  | 1. Karl-Erik Rosendahl 2. Gustav Wang 3. Mikkel Jørgensen                                                 | 1. Olympia Bianca Norrid-Mortensen 2. Sara Aaboe Kallestrup 3. Mie Nordlund Pedersen                                 |
| #2 CK AARHUS - PARTY PRIJS - AFTENCROSS | 1. Karl-Erik Rosendahl 2. Jonas Lindberg 3. Morten Örnhagen                                               | 1. Sara Aaboe Kallestrup 2. Julie Lillelund 3. Mie Nordlund Pedersen                                                 |
| #3 CK AARHUS - GROTE PRIJS              | 1. Karl-Erik Rosendahl 2. Oliver Vedersø Sølvhøj 3. Morten Örnhagen                                       | 1. Julie Lillelund 2. Sara Aaboe Kallestrup 3. Lærke Philipsen                                                       |
| #4 CYKLING ODENSE                       | 1. Karl-Erik Rosendahl 2. Bjørn Borreby Andreassen 3. Morten Örnhagen                                     | 1. Sara Aaboe Kallestrup 2. Ann-Dorthe Lisbygd 3. Anna-Sofie Nørgaard                                                |
| #5 HOLBÆK CYKELSPORT                    | 1. Gustav Frederik Dahl 2. Gustav Wang 3. Karl-Erik Rosendahl                                             | 1. Ann-Dorthe Lisbygd 2. Sara Aaboe Kallestrup 3. Anna Eriksmo                                                       |
| #6 KALUNDBORG CC - MØLLEBAKKEN          | 1. Karl-Erik Rosendahl 2. Hector Damgaard 3. Morten Örnhagen                                              | 1. Ann-Dorthe Lisbygd 2. Sara Aaboe Kallestrup 3. Anna-Sofie Nørgaard                                                |
| SAMLET STILLING                         | 1. Karl-Erik Rosendahl 2. Morten Örnhagen 3. Hector Damgaard 4. Jakob Falk Paarup 5. Gustav Frederik Dahl | 1. Sara Aaboe Kallestrup 2. Ann-Dorthe Lisbygd 3. Mie Nordlund Pedersen 4. Lærke Philipsen 5. Mille Foldager Nielsen |